# トニー・ベン

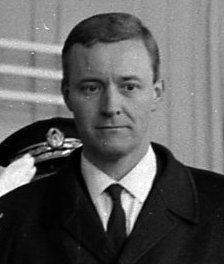
トニー・ベン(1967年)

アンソニー・ネイル・ウェッジウッド・ベン（Anthony Neil Wedgwood Benn, 1925年4月3日 - 2014年3月14日）、通称トニー・ベン（Tony Benn）は、イギリスの政治家、作家である。労働党所属。第2代スタンズゲイト子爵であるが、後述の経緯により彼1代の間限定でこの爵位は放棄されていた。

## 来歴

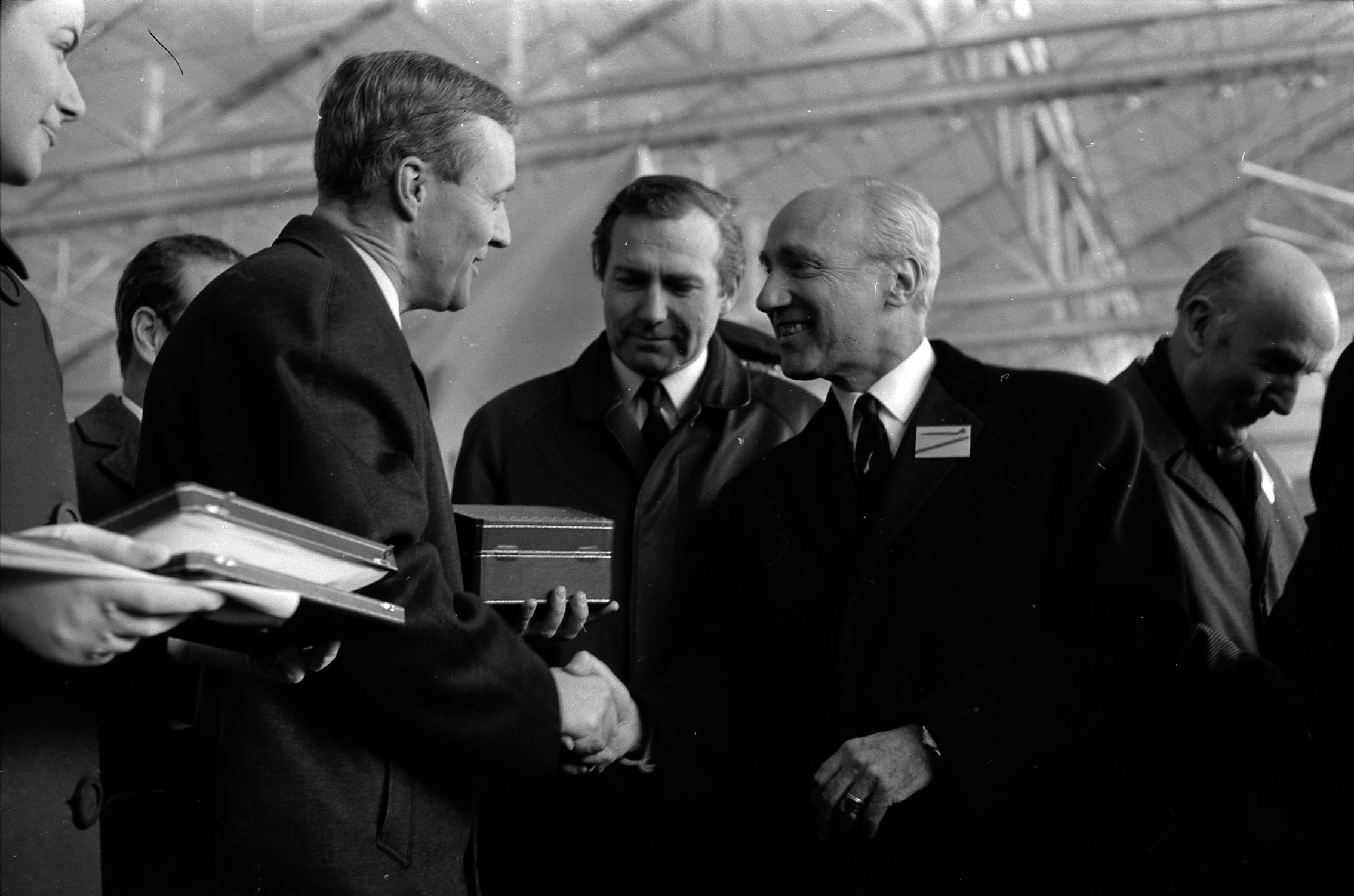
1967年12月11日、コンコルドの公式発表でモーリス・パポンと握手するトニー・ベン

元軍人で自由党から労働党に転じ、労働党政権でインド大臣などを務めたウィリアム・ベン（1877年 - 1960年）の次男として生まれる。パブリック・スクールの名門ウェストミンスター校を卒業し、25歳で庶民院議員に初当選した。
一方、父ウィリアムは1942年に「スタンズゲイト子爵」に叙せられ、庶民院から貴族院に移籍していた。叙爵時点ではこの爵位の継承者はウィリアムの長男、トニーの兄であるマイケル・ベンであったが、マイケルは1944年に第二次世界大戦で戦死していた。そのため次男のトニーが継承者となったが、トニーは貴族制も貴族院も廃止すべきとの考えを持っていた。そこで、庶民院議員になるとスタンズゲイト子爵の喪失法案を私法案として提出したが、これは否決された。
父ウィリアムが1960年に死去すると、子爵位の継承が改めて問題になった。トニーは再び爵位の取り消しを議会に願い出たが認められず、第2代スタンズゲイト子爵となり、貴族身分となったことから庶民院議員資格を喪失した。この時、トニーが喪失した議席をめぐって補欠選挙が行われたが、これにトニー自身も出馬し、保守党候補に40%近い大差をつけて再選した。
こうした状況を受け、労働党はトニーの主張を全面的に支援し、1961年に爵位の放棄を可能とする法案を提出した。その後、庶民院と貴族院の合同委員会が設置され、1963年成立の貴族法で、先代の貴族の死去から12か月以内に届け出があれば、世襲の爵位を1代限りで放棄できることとなった。これにより、トニーは爵位を正式に放棄し、同年の選挙で再選、以後郵政長官、エネルギー担当相、産業相などを歴任し、2001年まで半世紀余りにわたり庶民院議員として活動し続けることとなった。なお、この制度はまた、成立したその年にアレック・ダグラス＝ヒュームが首相（その前提として庶民院議員）となる際にも用いられた。
トニーが2014年に死去すると、トニーの長男スティーヴンは爵位を継承、復活させて第3代スタンズゲイト子爵となった。

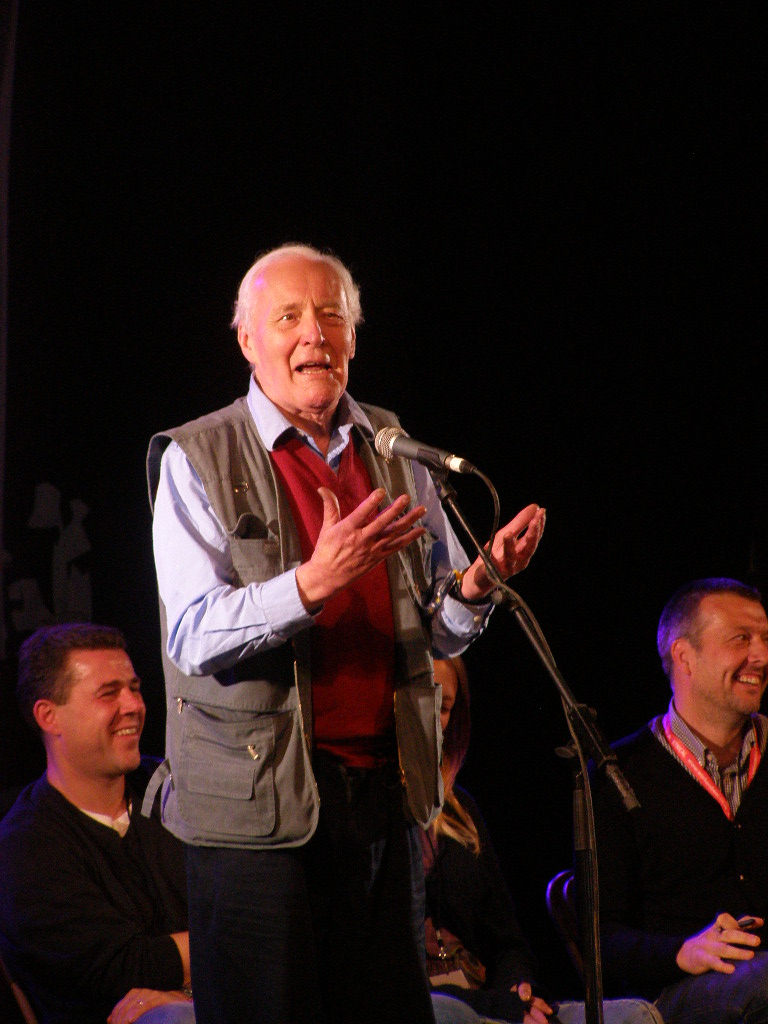
2008年、グラストンベリー・フェスティバルで講演するベン

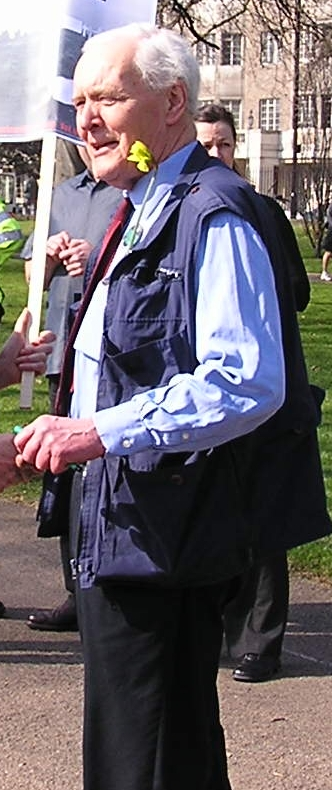
2005年3月のロンドンでの反戦デモに参加しようとしているベン